# جاینت ایگل
جاینت ایگل (انگلیسی: Giant Eagle) شرکت خرده‌فروشی آمریکایی است، که در سال ۱۹۳۱ تأسیس شد.